# Frea unifuscovittata
Frea unifuscovittata är en skalbaggsart som beskrevs av Stefan von Breuning 1967. Frea unifuscovittata ingår i släktet Frea och familjen långhorningar. Inga underarter finns listade i Catalogue of Life.